# Saint-Médard (Deux-Sèvres)
Saint-Médard è un comune francese di 111 abitanti situato nel dipartimento delle Deux-Sèvres nella regione della Nuova Aquitania.

## Società

### Evoluzione demografica
Abitanti censiti